# Goosebery Cove (route 204)
Pour les articles homonymes, voir Goosebery Cove.
Goosebery Cove est une communauté canadienne située sur l'île de Terre-Neuve dans la province de Terre-Neuve-et-Labrador.  Elle est traversée par la route 204.